# Leptodeira punctata
Espèce
Synonymes
- Crotaphopeltis punctata Peters, 1866
- Leptodeira pacifica Cope, 1869

Statut de conservation UICN

 LC  : Préoccupation mineure
Leptodeira punctata  est une espèce de serpents de la famille des Dipsadidae.

## Répartition
Cette espèce est endémique du Mexique. Elle se rencontre dans les États de Jalisco, de Nayarit et du Sinaloa,.

## Publication originale
- Peters, 1866 : Mittheilung über neue Amphibien (Amphibolurus, Lygosoma, Cyclodus, Masticophis, Crotaphopeltis) und Fische (Diagramma, Hapalogenys) des Kgl. Zoologischen Museums. Monatsberichte der Königlich Preussischen Akademie der Wissenschaften zu Berlin, vol. 1866, p. 86-96 (texte intégral).